# كرمنيتسا
كرمنيتسا (بالإنجليزية: Kremnica)‏؛ بلدة وmunicipality of Slovakia تقع في سلوفاكيا في Žiar nad Hronom District. يقدر عدد سكانها بـ 5,597 نسمة.

## المدن التوأمة
مدينة هيربولتسهايم هي مدينة توأمة لـكرمنيتسا.

## معرض صور

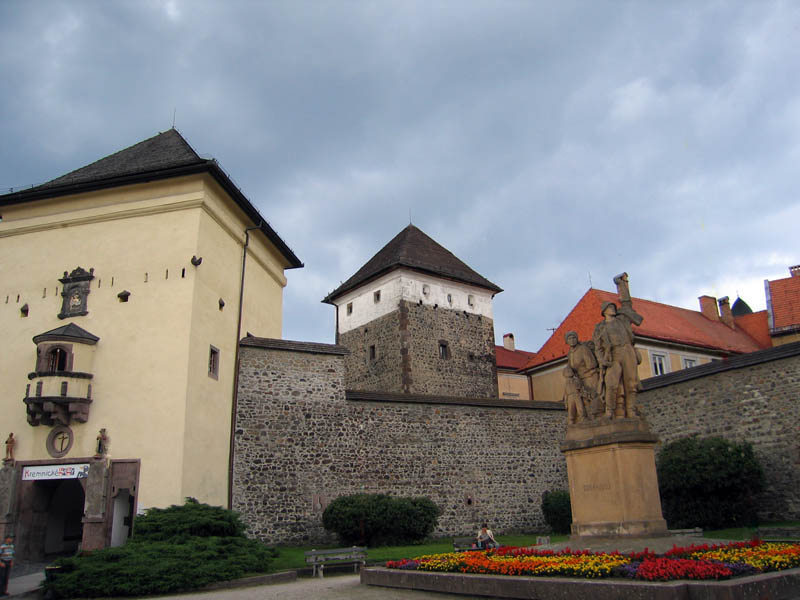
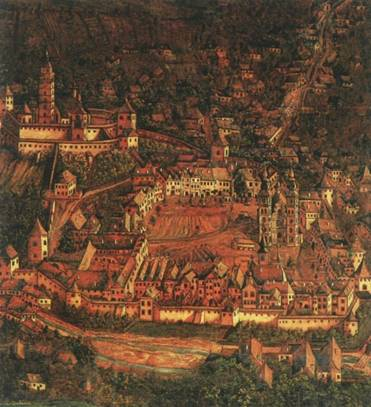
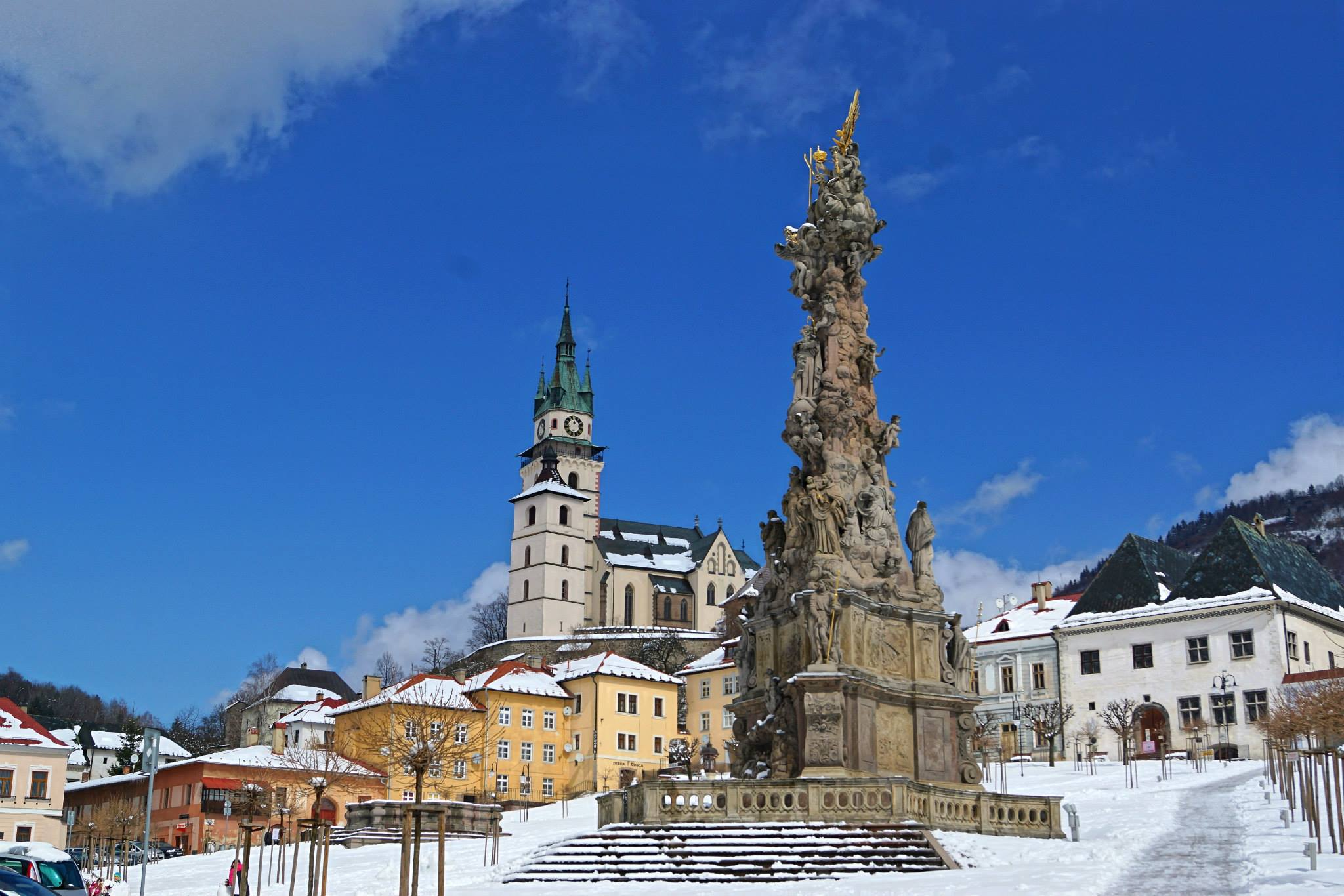
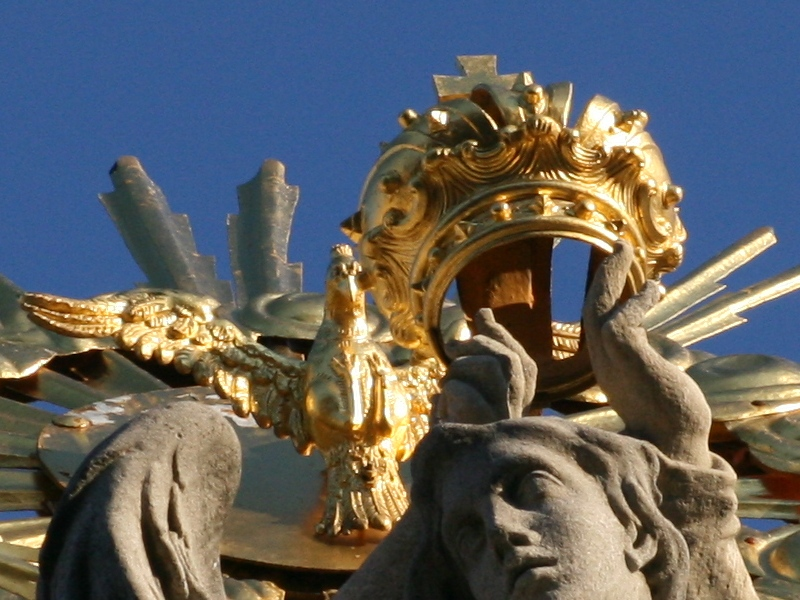